# ترين فالي 2
ترين فالي 2 (بالإنجليزية:Train Valley 2)، هي لعبة فيديو من نوع ألغاز واستراتيجية بناء القطار، صدرت اللعبة في المتجر الإلكتروني ستيم، والتي تعمل لنظامي التشغيل مايكروسوفت ويندوز وماك أو إس بتاريخ 29 مارس 2018، وهي الجزء الثاني من سلسلة ترين فالي التي أنتجها ونشرها شركة فلازم الليتواني.

## الموقع الخارجي
- الموقع الرسمي بالانكليزية